# Ляхов, Александр Максимович
Алекса́ндр Макси́мович Ля́хов (род. 24 апреля 1999, Тольятти, Россия) — российский хоккеист.

## Биография
Родился в Тольятти. Закончил школу №41 городского округа Тольятти. Воспитанник тольяттинской школы хоккея. В сезоне 2017/2018 выступал за «Ладью» из МХЛ и в 58 матчах набрал 13 (5+8) очков. В составе сборной России на молодежном международном турнире «Кубок Черного моря» провел три игры и забросил одну шайбу. В июне 2018 года перешёл в ХК «Салават Юлаев». Трудовое соглашение рассчитано на 2 года.